# Civitates orbis terrarum

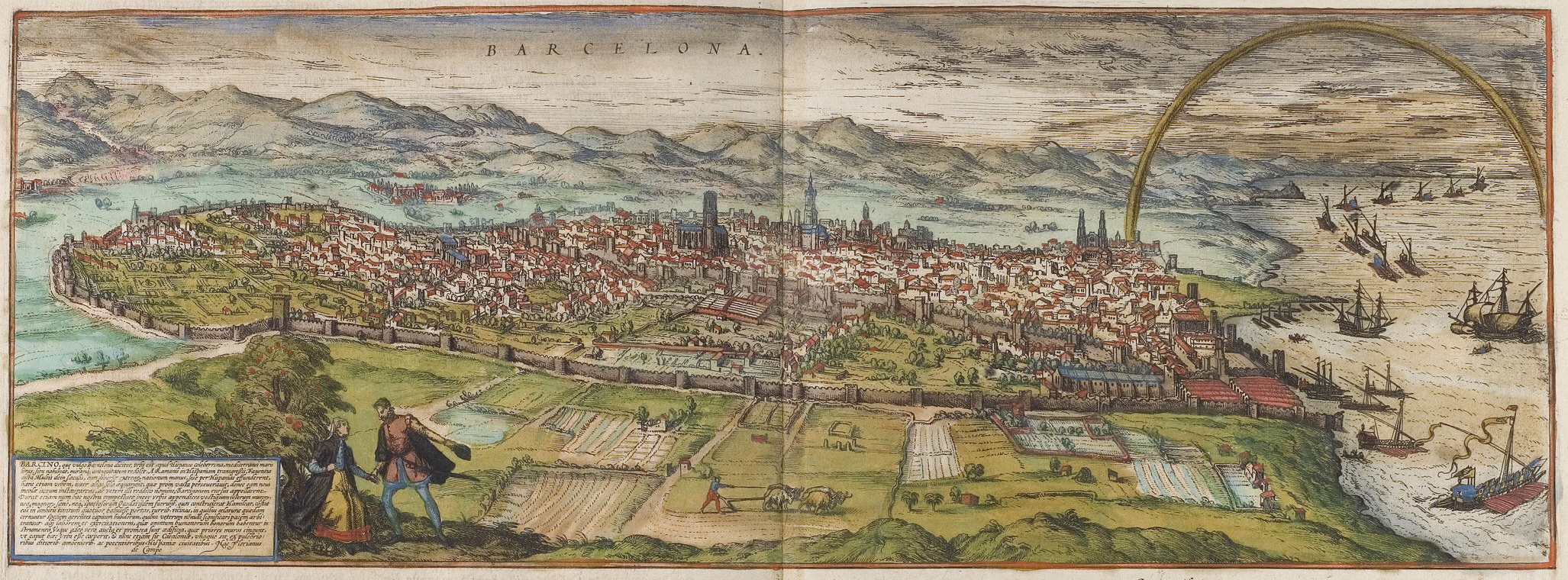
Grabado de Barcelona en la Civitates Orbis Terrarum

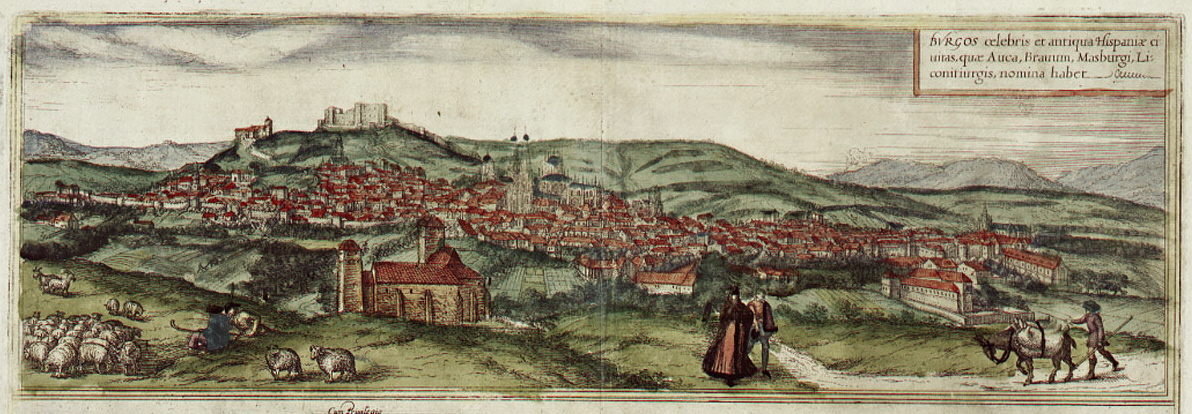
Burgos en el, 1572, edición de 1593.

Civitates Orbis Terrarum fue un proyecto editorial concebido como un complemento al atlas del mundo de Abraham Ortelius, Theatrum Orbis Terrarum (1572), que se convirtió en la más completa colección de vistas panorámicas, planos y comentarios textuales de ciudades publicada durante la Edad Moderna.
Un amplísimo plantel de informantes, dibujantes y colaboradores formaron un equipo encabezado por Georg Braun (1541-1622), canónigo de la catedral de Colonia, principal impulsor y coordinador general de la obra. Los dibujos originales fueron realizados por varios autores, entre los que cabe destacar Joris Hoefnagel (conocido también como Georg Hoefnagel o Hufnagel), artista flamenco que recorrió numerosos países para componer sus vistas. El grabador Franz Hogenberg fue el encargado de realizar la mayor parte de las planchas para la estampación.
Los textos latinos que acompañan a las imágenes, en buena parte redactados por el propio Braun, son de carácter descriptivo y aluden a la historia, la geografía y los aspectos sociales y económicos de cada ciudad. La obra se publicó en seis volúmenes, que aparecieron en sucesivos años (1572, 1575, 1581, 1588, 1598 y 1617), siendo reimpresa y reeditada en numerosas ocasiones en varios países.